# 吉新鹏
吉新鹏（1977年12月30日—），湖北省沙市市人，中国男子羽毛球运动员，他在2000年夏季奥林匹克运动会羽毛球比赛決賽擊敗印尼的葉誠萬，成為自1992年羽毛球成為奧運會正式項目以來，第一位來自中國的男子單打金牌得主。

## 球員生涯
吉新鹏的父親吉端云是湖北省沙市染料化工厂下岗工人，母亲是湖北省沙市市第一人民医院（现荆州市第一人民医院）财会室職員，小學就讀湖北荆州市沙市区大賽巷小學。在小學一年級時，市體校的羽毛球教練認為吉新鹏是好苗子，而說服他的父母讓他在放學後接受專業訓練。1989年，吉新鹏剛升讀初中，適逢厦门准备成立专业羽毛球队，向全国各地招生，吉新鹏成了从沙市选来的3名队员之一，从那時起他一直在厦门进行训练。1996年2月，吉新鹏被國家隊總教練李永波調入中國國家隊二隊，也是二隊的第一批隊員。进入国家队後，吉新鹏因为心理素质不成熟而不受重用，進入一隊後仍然默默無聞。1998年，湯仙虎受李永波之邀執教國家隊男單，吉新鵬開始接受湯仙虎指導。

### 雪梨奧運奪金
吉新鵬直到2000年雪梨奧運會前夕才開始在國際賽有所斬獲，他在當年全英公開賽闖入四強，瑞士公開賽獲得亞軍以及在日本公開賽獲得冠軍，世界排名來到第七位。吉新鵬起初並未入選奧運參賽名單，但中國教練組在最後因其有較佳的外戰成績，曾經戰勝過多位各國奪冠熱門，於是在參賽名單公布前一天將其選入。
在2000年9月舉辦的雪梨奧運會羽毛球比賽男子单打項目中，吉新鵬在首輪及次輪分別戰勝香港的吴蔚及美國的韓奇。晉級八強後，吉新鵬遭遇世界排名第一的印尼選手陶菲克，吉新鵬最終以直落二（15-12、15-5）輕取對手。在準決賽中，吉新鵬以2比1（15-9、1-15、15-9）戰勝丹麥的彼得·蓋德，以黑馬之姿闖入決賽。決賽時，吉新鵬面對另一位印尼選手葉誠萬，最終以直落二（15-4、15-13）擊敗對手，奪得中國羽毛球歷史上第一面奧運男單金牌。

### 奧運後狀態下滑
吉新鵬在奧運會凱旋而歸之後，在國內收到各地大量的慶功、應酬活動，一直到隔年仍無法正常訓練，加上心態上的變化，以致此後他在球場上的狀態有所下滑。在2001年3月的全英公開賽16強戰中，他以直落二（3-15、9-15）敗於印度選手普萊勒·戈比昌德，4月時他在日本公開賽首輪輪空，次輪即以直落二（5-15、10-15）敗於印尼的年輕選手郭專本，在男單賽事衛冕失敗。在國際賽事中的表現低迷，使他一度無法入選該年蘇迪曼盃參賽名單，雖然他最終仍舊入選，但只有在小組賽面對瑞典時被安排出賽。而在該年的世界羽毛球錦標賽，吉新鵬在首輪輕取荷蘭對手，但在次輪即以1比2（15-12、11-15、4-15）不敵代表中國香港的林光毅，止步32強。賽後，中國隊總教練李永波針對吉新鵬的表現進行嚴厲批評，認為他在奥运会后就看淡了胜负，在場上缺少激情，並認為當時在苏迪曼杯决赛中用陈宏，而不用他是非常正确的決定。
世錦賽結束之後，吉新鵬在國內的九運會和俱樂部聯賽仍頻遭敗績。隔年，吉新鵬由於不受教練信任而未能出戰該年的全英、韓國、日本等公開賽，也未能入選湯姆斯盃和亞洲運動會參賽名單。隨著國家隊年輕隊員林丹、鲍春來的崛起，在國家隊的地位愈發尷尬的吉新鵬於2002年秋末向國家隊申請轉任教練，並於11月起正式擔任國家三隊（青年隊）教練。

## 國家隊執教
吉新鵬自2002年11月起擔任國家三隊教練，負責年輕選手的訓練事宜，曾經帶過谌龙、杜鹏宇、文凯、周文龙等人。2005年1月，吉新鵬被調至一隊擔任男單助理教練。之後李永波認為他已有經驗而將他先調至二隊，2008年起再度擔任一隊的助理教練。

### 林丹拳打教練事件
2008年4月8日，中國隊舉行一場隊內賽，將隊員分成兩組進行團體賽，其中一名隊員林丹因為教練搞錯雙方的名單而與吉新鵬發生口角。4月10日，一家深圳媒體《晶報》報導稱林丹在隊內比賽揮拳攻擊吉新鵬，最後被其他隊員勸阻。林丹在媒體報導後發表聲明否認，並認為報導傷害個人及國家隊形象，將保留法律追究的權利，而吉新鵬則稱「此事隊裡不表態，我不會說什麼。」4月11日，吉新鵬在個人博客正式回應「林丹已經為此事道歉，为了国家利益、队伍安定团结，不希望影响备战奥运，这件事情已经过去了。」之後林丹在面對記者採訪時，表示不理解吉新鵬為何事發之後都沒現身，且直到第二天才做出回應，給予媒體遐想和炒作的空間。
2008年5月12日，吉新鵬參與北京奧運會火炬接力，擔任最後一棒傳遞者，而沒有隨隊參與當時正在進行的湯姆斯盃及優霸盃。2008年10月，李永波欲將吉新鵬調至二隊擔任主教練，但吉新鵬認為自己暫時不想做教練，想靜下心把一些事情處理完再做選擇，而離開中國國家隊，二隊主教練也改由陳郁接任。林丹在自傳提及此事時，說明最後事件調查結果是吉新鵬在當晚曾與家人談到此事，並被不知情的媒體得知，導致一件小事被鬧大，而吉新鵬最後也因為失去隊員信任而選擇離去:96-97。

## 轉任公務員
離開國家隊後，吉新鵬回到厦门任職市体育局运动项目管理中心副主任。2021年，他已成為廈門市體育局二級調研員。

## 腳註
1. 1 2 3  現荆州市沙市區。